# Трон із драконових кісток
«Трон із драконових кісток» (1988) — перший роман з трилогії «Пам’ять, Скорбота і Шип» американського письменника Теда Вільямса. Жанр — епічне фентезі з елементами фантастики, жахів та готичного роману.
Після смерті короля між принцом Еліасом та його молодшим братом Джошуа спалахує конфлікт, який призводить до війни у  королівстві. На тлі цих подій королівство потерпає від стихійних лих, бунтів, заворушень, і знамень пробудження злого демона. Молодий учень королівського вченого та мага — Саймон, виявляється саме тим, хто здатен зіграти вирішальну роль у долі королівства.

## Сюжет
Події відбуваються в світі під назвою Остен Ард. Саймон, чотирнадцятирічний кухарчук, служить у великому замку Гейголт. На нього звертає увагу Морґенс, цілитель і чарівник, який навчає хлопця читати й писати. Невдовзі після смерті короля Іоанна Пресвітера, його син Еліас, якого багато хто вважає маріонеткою священника Прірата, займає Трон із драконових кісток. Його молодший брат Джошуа таємничим чином зникає. Еліас, засліплений бажанням влади, укладає угоду з правителем невмерлих ситсів, Королем Бурі, який прагне повернути своє втрачене королівство.
Коли Саймон випадково потрапляє в підземелля замку, він виявляє, що принц Джошуа утримується там у полоні. Саймон і Морґенс вирішують урятувати принца. Задум вдається, Джошуа тікає з замку. Незабаром після цього солдати Еліаса на чолі з Пріратом вламуються до кабінету Морґенса. Чарівника вбивають темною магією, а Саймону вдається вибратися з замку через таємний прохід.
Після блукань катакомбами під замком (які насправді є залишками замку ситсів), Саймон знаходить вихід назовні. Там він випадково стає свідком застосування чорної магії за участю короля, Прірата і кількох блідих «демонів». Наляканий, він біжить через ліс на північ до Наглімунда, резиденції принца Джошуа. Приблизно на півдорозі до Наглімунда він натрапляє на дивну істоту, і здогадується, що це ситс. Він рятує його з пастки і у відповідь отримує постріл білою стрілою. Хлопець стикається з тролем на ім'я Бінабік. Той каже Саймону, що біла стріла є символом зобов'язання перед Саймоном, і разом вони подорожують далі до Наглімунда.
Подорожуючи лісом Альдхеорте, вони рятують молоду служницю Марію та її сестру від собак. Вони подорожують до Гело, відьми, яка допомагає їм втекти від солдатів. Отримавши прихисток у її будинку, Саймон, Бінабік і Гело потім досягають Наглімунда, де зустрічаються з принцом Джошуа. Саймон проходить солдатський вишкіл, оскільки Еліас веде армію до Наглімунда. Старий Ярнауга розповідає про існування трьох легендарних мечів (Пам'ять, Скорбота і Шип), одним з яких володіє Еліас. Тоді Саймон усвідомлює, що бачені ним «демони» були норнами, третьою стороною конфлікту. У Наглімунді Саймон також дізнається про невелику групу вчених, відому як Ліга Сувою, членом якої був Морґенс, а також Ярнауга та Бінабік. Лише Ліга володіє знаннями про минулі часи, які можуть допомогти протистояти Еліасу. На розчарування Саймона, він довідується, що Марія — насправді Міріамела, єдина дочка Еліаса, що втекла від батька.
Потім вони дізнаються, що чорний меч Шип, який колись належав Камарісу, найвидатнішому лицарю в історії, схований в горах, поблизу батьківщини Бінабіка. Саймон і Бінабік приєднуються до групи солдатів, щоб відшукати меч. По дорозі вони стикаються з ситсами, і той їхній представник, якого врятував Саймон, виявляється сином правлячого дому на ім'я Джирікі. Разом із Аннаєм, одним зі своїх родичів, принц ситсів приєднується до їхньої подорожі. Згодом Саймон і його невеликий гурт досягають заморожених гір, де знаходиться меч. Саймон добуває його, але незабаром групу атакує крижаний змій. Саймон вступає в бій проти чудовиська, і змієва кров лишає на його шкірі опіки та вибілює пасмо волосся.
Міріамела тікає з Наглімунда перед його завоюванням до родичів у Наббані, плануючи завоювати їхню вірність. Таємничий чернець на ім'я Кадрах подорожує з нею. Граф Еолейр намагається допомогти доньці короля Меґвін, але вона божеволіє, намагаючись знайти спосіб врятувати свій народ.
Книга закінчується падінням Наглімунда. Еліас, безліч норнів, велетнів і невмерлих, слуг Короля Бурі, руйнують замок. Джошуа тікає з невеликим загоном, а Бінабіка схоплюють його власні люди й засуджують до смерті. Саймон отямлюється і Джирікі зазначає, що хлопець тепер назавжди «позначений».

## Цікаві факти
- Місце дії книги — Світлий Ард. Цей світ наповнений алюзіями на середньовічну Європу. Наприклад Пресвітер Іоанн списаний з легенди про Іоанна Пресвітера. Герої книги святкують давньогерманське свято Йоль та кельтське Белтайн. Боги римерів — дуже близькі до скандинавських. Більшість народів в книзі мають свої реальні «аналоги»: римери — нормани, ерністрійці — кельти, еркінландери — германці, Наббан — Римська Імперія, трітінги — скіфи.
- В книзі також є певні відсилання до Легенди про короля Артура. Інколи Вільямс використовує знайомі моделі, але створює щось незвичайне. Наприклад темний маг — священик Прірат стає радником короля і допомагає йому здобути могутній меч. Інша справа, що цей меч може призвести до загибелі всього королівства. Тому Прірат в книзі виступає таким собі «Мерліном навпаки».
- Часто Вільямс використовує маловідомі міфологічні подробиці чи аналогії. Наприклад він називає ельфів «ситсі» — стародавнім словом з кельтського фольклору.